# Gare de Beverly Shores
La gare de Beverly Shores est une gare ferroviaire américaine de la South Shore Line (en). Elle est située sur le territoire de la municipalité de Beverly Shores dans le Parc national des Indiana Dunes, comté de Porter, en Indiana. 
Elle est inscrite au Registre national des lieux historiques depuis le 19 juillet 1989.